# Ершов, Василий Степанович
Василий Степанович Ершов (30 июля (11 августа) 1870, с. Полетаево, Кунгурский уезд, Пермская губерния — 16 апреля 1957, с. Алтайское (Алтайский район), Алтайский край) — российский и советский педагог, организатор первого в Сибири детского приюта.

## Биография
Систематического образования не получил. Самостоятельно овладел многими практическими навыками и ремёслами. Работал портным, фотографом, скопил немного денег, на которые летом 1910 года открыл в с. Алтайское Бийского уезда детский приют «Муравейник».
В течение 25 лет содержал и воспитывал детей на средства, заработанные своим трудом. В приют принимались дети дошкольного возраста и воспитывались до поступления в профессиональные учебные заведения.
В 1921 году на базе приюта основал детскую коммуну, которая 1935 году была принята на полное государственное обеспечение. В 1937 году — преобразована в детский дом, который ныне носит имя В. С. Ершова.
Взгляды Ершова на воспитание сложились под влиянием народной педагогики, на практике он шёл по пути А. С. Макаренко, С. Т. Шацкого. В коммуне большую роль играло детское самоуправление (общее собрание воспитанников, совет коммуны и т. д.), активно действовала пионерская организация. Воспитанники коммуны участвовали в производительном труде — на огороде и в поле, в саду и на пасеке; заложили фруктовый сад, создали пруд, в котором разводили рыбу, построили небольшую гидроэлектростанцию. Впервые на Алтае были выращены томаты, велись опыты по селекции сельскохозяйственных культур. Многие воспитанники носили фамилию Ершова, пользовались его личной материальной поддержкой после того, как покидали детдом.
Автор книги «Жизнь посвящаю детям» (Барнаул, 1982).